# Badister sodalis
Badister sodalis – gatunek chrząszcza z rodziny biegaczowatych i podrodziny dzierowatych.

## Taksonomia
Gatunek ten opisany został po raz pierwszy w 1812 roku przez Caspara Erasmusa Duftschmida pod nazwą Carabus sodalis.

## Morfologia
Chrząszcz o wydłużonym ciele długości od 3,9 do 4,6 mm. Głowa jest brązowoczarna z brązowymi i poprzyciemnianymi czułkami i głaszczkami, wyraźnie węższa od przedplecza. Ostatni człon głaszczków szczękowych jest spiczasty. Warga górna jest na przedniej krawędzi ostro, V-kształtnie wycięta. Aparat gębowy ma ponadto niesymetryczne żuwaczki, z których prawa ma wykrojenie na krawędzi zewnętrzno-grzbietowej, a lewa jest niezmodyfikowana. Przedplecze jest około 1,3 raza szersze niż dłuższe, brązowoczarne z dość szeroko żółtobrązowo obwiedzionymi krawędziami bocznymi. Pokrywy są węższe niż u B. dorsiger, o gładkich międzyrzędach, ubarwione brązowoczarno z żółtym lub żółtobrązowym wzorem, typowo obejmującym wąskie obrzeżenie krawędzi, szew i parę kropek barkowych, niekiedy połączonych poprzecznie, trafiają się jednak okazy o całej przedniej części pokryw żółtobrązowej, a nawet prawie całych pokrywach żółtobrązowych z czarną plamą tylko w okolicy tarczki. Odnóża są żółtobrązowe.

## Ekologia i występowanie
Owad rozmieszczony od nizin po przedgórza. Zasiedla zacienione i wilgotne stanowiska w lasach liściastych, na pobrzeżach wód stojących (w tym wysychających okresowo bajor) i w zbiorowiskach ruderalnych. Preferuje gleby bagienne i gliniaste. Bytuje pod butwiejącym listowiem i wśród mchów.
Gatunek palearktyczny. W Europie znany jest z Azorów, Hiszpanii, Irlandii, Wielkiej Brytanii, Francji, Belgii, Holandii, Niemiec, Szwajcarii, Austrii, Włoch, Danii, Szwecji, Norwegii, Finlandii, Estonii, Łotwy, Litwy, Polski, Czech, Słowacji, Węgier, Białorusi, Ukrainy, Mołdawii, Rumunii, Bułgarii, Słowenii, Bośni i Hercegowiny, Macedonii Północnej oraz europejskiej części Rosji. W Azji podawany jest z zachodniosyberyjskiej części Rosji, anatolijskiej części Turcji, Izraela, Gruzji oraz Iranu.